# 육우당 문학상
육우당 문학상은 2013년 4월 1일 한국의 성소수자 인권운동가이자 시조 시인, 작가, 수필가, 칼럼니스트였던 육우당 윤현석(1984-2003)을 기념하기 위해 만든 문학상이다. 육우당의 10주기를 기해 대한민국 서울 동대문구에서 창설되었다.
육우당 윤현석은 인천광역시 부평구 청천동 출신으로, 동성애를 청소년 보호법상 유해 단어, 유해 매체 지정에 반대하는 활동 및 성 소수자 인권운동을 하였다.  육우당은 생전 시조와 가사 문학이 다시 부활하였으면 좋겠다고 염원하였다. 육우당 일찍부터 많은 시조와 시, 산문 등을 작성했다. 그러나 그의 작품은 그의 성적 지향이 게이라는 이유로 읽히지도 않고, 대부분 거부당했다.
동성애자인권연대 등 성 소수자 인권단체와 시민단체들은 시인, 작가가 되고 싶었던 육우당의 생전의 꿈과 그의 염원과, 그의 문학에 대한 열정을 기억하고자 2013년 4월 1일부터 제정, 수여하기 시작하였다. 주제는 청소년 성소수자와 관련한 시조, 시, 수필, 소설을 비롯한 문자텍스트를 공모한다. 응모자격은 성별과 나이, 성 정체성 및 지향 불문하며 분량 관계 없이 접수받는다. 매년 4월~5월에 동성애자인권연대 등의 주최로 시, 소설, 산문, 수필, 생활글 등 다양한 주제에 대해 선정, 시상하고 있다.
발표 후, 육우당 문학상 문학의 밤을 개최하여 수상작을 발표한다.

## 같이 보기
- 문학
- 시조
- 가사
- 전태일 문학상
- 육우당
- 동성애자인권연대